# Josef Brandmüller
Josef Brandmüller (* 28. März 1921 in Freising; † 26. Dezember 1996 in München) war ein deutscher Physiker. Von 1964 bis zu seiner Emeritierung 1986 war Brandmüller Professor für Physik an der Ludwig-Maximilians-Universität München.

## Ausbildung
Nach seinem Abitur 1939 am Wittelsbacher-Gymnasium in München studierte Brandmüller an der Universität München Physik. Er gehörte zu den Studenten, die Walther Gerlach durch „kriegswichtige Forschungsvorhaben“ vom Militärdienst zurückhalten konnte. Das Forschungsvorhaben bestand aus der Untersuchung elektrischer Eigenschaften von Metallkontakten. Kurz vor Kriegsende, im Februar 1945, konnte Brandmüller sein Studium unter Walther Gerlach mit der Promotion abschließen.
Nach kurzer Industrietätigkeit bei der Firma Steinheil kehrte Brandmüller 1949 als Assistent an das Physikalische Institut der Universität München zurück. Dort habilitierte er sich 1954 und wurde bald auf eine Professur für Physik an der Philosophisch-Theologischen Hochschule Bamberg, der Vorläuferin der heutigen Otto-Friedrich-Universität Bamberg, berufen. 1964 wurde er an die Ludwig-Maximilians-Universität München berufen, zunächst als außerordentlicher Professor, ab 1966 als Ordinarius. 1986 wurde Brandmüller emeritiert.

## Forschungstätigkeit
Brandmüller hatte schon vor seiner Habilitation die Arbeitsgruppe „Raman-Spektroskopie“ aufgebaut, die sich mit dem Resonanz-Raman-Effekt, der Intensitätsmessung an Flüssigkeiten und mit der Messung von  Raman-Spektren an Kristallpulvern befasste. Das von manchen bereits totgesagte Forschungsgebiet erhielt in den 60er Jahren einen enormen Aufschwung durch  die Entwicklung des Lasers, der als  neue Lichtquelle die Raman-Spektroskopie revolutionierte. Dies ermöglichte die Erweiterung des Arbeitsgebiets auf alle Aspekte der Raman-Spektroskopie und auf die komplementäre Methode der Infrarot-Spektroskopie. Neben der experimentellen Forschung befasste sich Brandmüller auch mit der Theorie. Er beschäftigte sich mit Molekülmodellrechnungen, mit anharmonischen Potentialen und mit der Theorie der Punktgruppen. Nach seiner Emeritierung widmete sich Brandmüller ganz der Symmetrielehre und ihrer Anwendung in Naturwissenschaft und Kunst, z. B.  in der Musik und in der Archäologie.

## Leistungen
Zusammen mit Heribert Moser publizierte Brandmüller die Monographie „Einführung in die Ramanspektroskopie“. Unter seiner Anleitung konnten über 130 Studenten ihr Studium mit dem Diplom oder der Promotion abschließen. Als Gastprofessor lehrte er an der Universität Wien, der Technischen Hochschule Wien und der Universität Graz. Seit 1983 war er auswärtiges Mitglied des „Istituto Veneto di Scienze, Lettere ed Arti, Classe di Scienze fisiche, mathematiche e naturali“ in Venedig. Brandmüller ist Autor zahlreicher referierter Publikationen und Konferenzbeiträge.